# Теишору (Васлуј)
Теишору (рум. Teișoru) насеље је у Румунији у округу Васлуј у општини Пушкаши. Oпштина се налази на надморској висини од 284 m.

## Становништво
Према подацима из 2002. године у насељу је живело 544 становника, од којих су сви румунске националности.